# Manneville-ès-Plains
Manneville-ès-Plains és un municipi francès situat al departament del Sena Marítim i a la regió de Normandia. L'any 2007 tenia 258 habitants.

## Demografia

### Població
El 2007 la població de fet de Manneville-ès-Plains era de 258 persones. Hi havia 86 famílies de les quals 20 eren unipersonals (4 homes vivint sols i 16 dones vivint soles), 27 parelles sense fills i 39 parelles amb fills.
La població ha evolucionat segons el següent gràfic:
Habitants censats

### Habitatges
El 2007 hi havia 152 habitatges, 98 eren l'habitatge principal de la família, 47 eren segones residències i 6 estaven desocupats. Tots els 152 habitatges eren cases. Dels 98 habitatges principals, 83 estaven ocupats pels seus propietaris, 11 estaven llogats i ocupats pels llogaters i 5 estaven cedits a títol gratuït; 2 tenien dues cambres, 12 en tenien tres, 28 en tenien quatre i 56 en tenien cinc o més. 78 habitatges disposaven pel capbaix d'una plaça de pàrquing. A 37 habitatges hi havia un automòbil i a 55 n'hi havia dos o més.

### Piràmide de població
La piràmide de població per edats i sexe el 2009 era:
| Homes | Edats   | Dones |
| ----- | ------- | ----- |
| 0     | 95 o +  | 0     |
| 0     | 90 a 94 | 4     |
| 0     | 85 a 89 | 0     |
| 4     | 80 a 84 | 0     |
| 4     | 75 a 79 | 8     |
| 4     | 70 a 74 | 4     |
| 12    | 65 a 69 | 0     |
| 4     | 60 a 64 | 0     |
| 12    | 55 a 59 | 8     |
| 8     | 50 a 54 | 16    |
| 16    | 45 a 49 | 8     |
| 12    | 40 a 44 | 20    |
| 4     | 35 a 39 | 8     |
| 8     | 30 a 34 | 4     |
| 0     | 25 a 29 | 0     |
| 12    | 20 a 24 | 0     |
| 20    | 15 a 19 | 20    |
| 4     | 10 a 14 | 4     |
| 4     | 5 a 9   | 0     |
| 4     | 0 a 4   | 0     |

## Economia
El 2007 la població en edat de treballar era de 166 persones, 119 eren actives i 47 eren inactives. De les 119 persones actives 108 estaven ocupades (58 homes i 50 dones) i 12 estaven aturades (6 homes i 6 dones). De les 47 persones inactives 16 estaven jubilades, 16 estaven estudiant i 15 estaven classificades com a «altres inactius».

### Ingressos
El 2009 a Manneville-ès-Plains hi havia 104 unitats fiscals que integraven 280 persones, la mediana anual d'ingressos fiscals per persona era de 19.405,5 €.

### Activitats econòmiques
Dels 10 establiments que hi havia el 2007, 1 era d'una empresa extractiva, 4 d'empreses de construcció, 1 d'una empresa de comerç i reparació d'automòbils, 2 d'empreses d'hostatgeria i restauració, 1 d'una empresa de serveis i 1 d'una empresa classificada com a «altres activitats de serveis».
Dels 4 establiments de servei als particulars que hi havia el 2009, 2 eren guixaires pintors, 1 empresa de construcció i 1 restaurant.
L'any 2000 a Manneville-ès-Plains hi havia 6 explotacions agrícoles que ocupaven un total de 345 hectàrees.

## Poblacions més properes
El següent diagrama mostra les poblacions més properes.